# Gryon zimbabwense
Gryon zimbabwense är en stekelart som beskrevs av G. Mineo 1983. Gryon zimbabwense ingår i släktet Gryon och familjen Scelionidae. Inga underarter finns listade i Catalogue of Life.